# Prisma-Verlag
Der Prisma-Verlag war ein deutscher Buchverlag und einer der 32 Verlage, die die Buchstadt Leipzig bis 1989 prägten. Von den 78 offiziellen Verlagen in der DDR waren 32 in Leipzig beheimatet.
Der private Kleinverlag ging aus der 1876 gegründeten Ernst Wunderlich Verlagsbuchhandlung in Leipzig hervor, die am 8. Februar 1947 die Lizenz Nr. 154 der Sowjetischen Militäradministration in Deutschland (SMAD) erhielt. Von Oktober 1951 bis Juni 1957 firmierte der Verlag als Jugendbuchverlag Ernst Wunderlich (Inhaber Klaus Zenner und Fritz Gürchott), ab dem 1. Juli 1957 ging daraus der Prisma-Verlag Zenner und Gürchott hervor. Nach zunächst vor allem naturwissenschaftlicher und technischer Jugendliteratur publizierte der Prisma-Verlag bis zum März 1989 vorwiegend Bücher zu Themen der Archäologie, Geschichte, Kunst- und Kulturgeschichte.
Das auf ein breites Publikum ausgerichtete Verlagsprogramm umfasste historische Romane (wie z. B. Elisabeth Hering, Zu seinen Füßen Cordoba 1973), Sachbücher (wie z. B. Hanns Bechstein, Reise in den Klassizismus 1975) und die 1959 begründete kulturhistorische Reihe Die Schatzkammer, die außer fortlaufend nummerierten Titeln zu speziellen Themen (wie z. B. Der Güstrower Altar 1964 oder Backsteingotik 1985) Sonderbände mit kurzen Epochendarstellungen (wie z. B. Jugendstil 1972 oder Rokoko 1983) einschloss, die allesamt mehrere Auflagen erlebten.
Nachdem Zenner und Gürchott den Verlag mitsamt der 1964 erworbenen Immobilie an den der LDPD gehörenden Buchverlag Der Morgen verkauft hatten, hieß er von April 1989 bis April 1990 Prisma-Verlag (Betrieb des  VOB Aufwärts), von Mai 1990 bis Juni 1990 Prisma-Verlag (als selbständiger Betrieb) und von Juli 1990 bis April 1991 Prisma-Verlag Leipzig GmbH i.A. Von Mai 1991 bis Januar 1992 firmierte er als Prisma-Verlag Leipzig GmbH i. L. Nach der „Abwicklung“ wurde das Verlagsarchiv mit dem gesamten Bestand an Belegexemplaren an die Berliner Außenstelle des Bundesarchivs übergeben, von einer Erschließung war 2007 nichts bekannt.